# Odran d'Iona
Odran d'Iona ou saint Odran (en gaélique Oran, Odran ou Odhrán, le dh ne se prononçant pas ; en latin Otteranus), est un moine irlandais du VIe siècle, mort vers 563, compagnon de Colomba d'Iona (ou Columcille). Odran aurait été le premier chrétien à être enterré sur l'île d'Iona en Écosse. Saint de l'église catholique, il est fêté le 27 octobre.

## Biographie et légende
Odran, dont le nom celte est rapproché de celui de Audren (de alt, élevé, et de roen, royal), serait selon la tradition irlandaise originaire de la région de Silvermines dans le comté de Tipperary (il y construit une église en 520), abbé de Meath et aurait fondé Lattreagh. En 563, il est l'un des douze moines qui accompagnent saint Columba sur l'île d'Iona.
Une légende populaire entoure la mort d'Odran : il aurait consenti à être enseveli vivant dans les fondations de la chapelle que Columba tentait de construire à Iona. Une voix avait dit à Colomba que les murs de la chapelle ne tiendraient pas tant qu'un homme vivant n'aurait pas été enterré sous les fondations, et chaque matin, les constructeurs trouvaient leur travail de la journée précédente détruit. Odran y consentit, et la chapelle fut érigée au-dessus de son corps. Un jour, cependant, Odran releva la tête hors de terre et dit : « Il n'y a pas d'Enfer, comme vous le supposez, ni le Ciel dont le peuple parle ». Deux versions s'opposent alors : Columba aurait fait sortir le corps de terre pour qu'il soit inhumé dans un autre sol sacré ; ou il aurait fait ajouter plus de terre pour en couvrir le corps,.
Dans une version des îles Hébrides, Odran aurait eu la promesse que son âme serait à l'abri au ciel. Trois jours après l'ensevelissement, Columba voulut voir son compagnon une dernière fois  et fit ouvrir la tombe sous la chapelle. Lorsque Odran revit le monde, il essaya de sortir de sa tombe, mais Columba fit rapidement remplir la fosse de terre pour préserver l'âme d'Odran des péchés du monde.
Cette légende relève d'un des rares cas de fondation avec sacrifice humain en Grande-Bretagne. Le récit du sacrifice de saint Odran ne figure pas dans La Vie de Columcille rédigée en latin par Adomnan d'Iona dans la dernière décennie du VIIe siècle ; on en trouve la première mention dans une vie de saint Colomba rédigée en irlandais en 1169, puis il est complété ultérieurement. Selon George Henderson, il s'agit de la reprise d'une croyance populaire, qu'on retrouve dans la légende arthurienne : lors de la construction de Dinas Emris, Vortigern reçoit le conseil de sacrifier un « enfant sans père » pour être sûr que les murs de la forteresse ne s'effondreront pas.
En raison de la similitude du nom, Odran est parfois confondu avec un autre saint irlandais, Odran (en), disciple de saint Patrick, et premier martyr chrétien d'Irlande.

## Postérité
Une des chapelles, qui date du XIIe siècle, de l'abbaye d'Iona est dédiée à saint Odran ; le cimetière qui l'entoure est appelé Reilig Odhráin (cimetière d'Odran),.
Saint Odran est le saint patron de la paroisse de Silvermines ; il a été choisi en 1096 par les Vikings comme saint patron de la ville de Waterford en Irlande, puis du diocèse ; le cimetière de Waterford porte son nom sous la forme Otteran.

## En littérature
Le poème de Neil Gaiman In Relig Odhrain, publié dans le recueil Signal d'alerte en 2015, est consacré à la mort d'Odran.